# 艾奧納 (佛羅里達州)
艾奧納（英語：Iona）是位於美國佛羅里達州李縣的一個人口普查指定地區。

## 地理
艾奧納的座標為26°31′00″N 81°58′00″W / 26.51667°N 81.96667°W，而該地最高點為海拔高度2米（即7英尺）。

## 人口
根據2010年美國人口普查的數據，艾奧納的面積為26.50平方千米，當中陸地面積為18.50平方千米，而水域面積為8.00平方千米。當地共有人口11756人，而人口密度為每平方千米443人。